# Protestant Reformed Churches in America
De Protestant Reformed Churches in America is een gereformeerd kerkgenootschap in de Verenigde Staten. Het kerkverband is ontstaan in 1924 als afscheiding van de Christian Reformed Church. Het kerkverband groeit licht in aantal en bestaat uit 33 gemeenten. In 2011 werd het ledenaantal geschat op 7.600. Men heeft naast de oecumenische geloofsbelijdenissen de Drie Formulieren van Enigheid als grondslag.
In de gemeenten worden naast de 150 psalmen evenals in de Nederlandse bevindelijk-gereformeerde kerken ook enkele (van oorsprong Bijbelse) gezangen gezongen. Men gebruikt als Bijbelvertaling de King James Version. Vrouwen kunnen niet verkozen worden als ouderling of diaken, alleen mannelijke leden die openbare belijdenis van het geloof hebben afgelegd komen hiervoor in aanmerking.
De PRC heeft 12 eigen basisscholen, met in totaal 1500 leerlingen.